# Ca n'Orella (Tiana)
Ca n'Orella és una masia de Tiana (Maresme).

## Descripció
Masia agropecuària dividida en sis habitatges. Situada a la part baixa de la riera transitable, té una era molt ampla amb una gran bassa-safareig. Té murs de càrrega, sostres de bigues de fusta i revoltons ceràmics. El portal de mig punt dovellat, el balcó de la planta pis i les dues finestres amb arc de les golfes, marquen un eix desplaçat del vèrtex del carener.

## Història
Els orígens, d'aquesta masia agropecuària, els trobem al segle XV. Els darrers propietaris, des de 1888, van dividir el mas als anys 20 en sis habitatges.